# Robert Goss
Robert E. „Bob“ Goss (* 11. Mai 1948) ist ein US-amerikanischer Theologe, Hochschullehrer und Autor.

## Leben und Wirken
Goss wuchs in einer römisch-katholischen Familie auf und wurde 1976 zum Priester bei den Jesuiten ordiniert. 1978 verließ er die Jesuiten und erhielt den Th.D. in vergleichender Religionswissenschaft an der Harvard University. 1995 wechselte er zur Metropolitan Community Church und diente in deren Gemeinden in St. Louis und gegenwärtig in North Hollywood.
Goss lehrte von 1994 bis 2004 am Religious Studies Department der Webster University und diente zeitweilig als chair of department. Er engagierte sich in LGBT-Organisationen wie Act Up, QueerNation und der religiösen LGBT-Gruppe DignityUSA. 2003 verweigerte ihm die Universität die Anstellung auf Lebenszeit. Goss sah die Ursache dieser Entscheidung in seiner Homosexualität.
Goss war außerdem am National Advisory Board of the Center for Lesbian and Gay Studies in Religion and Ministry der Pacific School of Religion in Berkeley tätig. Gegenwärtig ist er Mitherausgeber eines theologischen Kommentars für jüdische und christliche Schriften, The Queer Bible Commentary. Ebenso ist er zurzeit Wissenschaftlicher Assistent (assistant professor) an der California State University, Northridge, wo er vergleichende Religionswissenschaften lehrt.

## Auszeichnungen
2000 erhielt Goss den Templeton Course Prize in Religion & Science.

## Schriften
- Jesus ACTED UP: A Gay and Lesbian Manifesto, 1993
- Queering Christ: Beyond Jesus ACTED UP, 2002
- mit Dennis Klass Dead, But Not Lost: Grief Narratives in Religious Traditions, 2005, ISBN 978-0-7591-0789-2.
- A Rainbow of Diversities, 1996 (Mitherausgeber)
- Our Families, Our Values: Snapshots of Queer Kinship, 1997 (Mitherausgeber)
- Take Back the Word: A Queer Reading of the Bible, 2002 (Mitherausgeber)
- Gay Catholic Priests and Clerical Sexual Misconduct: Breaking the Silence, 2005 (Mitherausgeber)